# William Freeman Daniell
William Freeman Daniell (1818-1865) là một bác sĩ phẫu thuật và nhà thực vật học người Anh. Ông từng làm việc tại các nước châu Phi như Gambia, Ghana và Sierra Leone khoảng thời gian khá dài từ năm 1847 đến 1856. Tại đây ông chủ yếu nghiên cứu về thực vật học và các bệnh nhiệt đới.
Ông đã từng có nhiều trao đổi học thuật với các nhà khoa học đương thời như William Jackson Hooker và Charles Darwin.
Daniell được vinh danh những cống hiến trong nghiên cứu thực vật học của mình khi John Joseph Bennett lấy tên ông để đặt tên cho một chi thực vật thuộc họ đậu - chi Daniellia.
Tên viết tắt phần tác giả công bố trong các báo cáo mô tả loài thực vật của ông thường dùng là Daniell.